# Hiệp hội bóng đá Fiji
Hiệp hội bóng đá Fiji (tiếng Fiji: Viti Soka Association; tiếng Anh: Fiji Football Association) là tổ chức quản lý, điều hành các hoạt động bóng đá ở nước Fiji. Ban đầu Hiệp hội có tên gọi là "Hiệp hội bóng đá Ấn Độ Fiji" (thành lập năm 1938), đến năm 1961 mới thành lập hiệp hội như ngày nay. Hiệp hội quản lý đội tuyển bóng đá quốc gia Fiji, tổ chức các giải bóng đá như vô địch quốc gia và cúp quốc gia. Hiệp hội bóng đá Fiji gia nhập FIFA năm 1963 và OFC năm 1966.